# Botrytis densa
Botrytis densa är en svampart som beskrevs av Ditmar 1817. Botrytis densa ingår i släktet Botrytis och familjen Sclerotiniaceae.   Inga underarter finns listade i Catalogue of Life.